# The Gary McFarland Orchestra
| Recensione | Giudizio |
| ---------- | -------- |
| AllMusic   |          |

The Gary McFarland Orchestra è un album di Gary McFarland (a nome The Gary McFarland Orchestra Special Guest Soloist: Bill Evans), pubblicato dalla casa discografica Verve Records nell'aprile del 1963.

## Tracce

### LP
Lato A
Musiche di Gary McFarland.
1. Reflections in the Park – 3:43 – Registrato il 18 dicembre 1962
2. Night Images – 4:45 – Registrato il 18 dicembre 1962
3. Tree Patterns – 4:55 – Registrato il 18 dicembre 1962
4. Peachtree – 5:00 – Registrato il 24 gennaio 1963

Lato B
Musiche di Gary McFarland.
1. Misplaced Cowpoke – 10:10 – Registrato il 24 gennaio 1963
2. A Moment Alone – 6:06 – Registrato il 18 dicembre 1962

## Musicisti
- Gary McFarland – vibrafono, arrangiamenti, direzione orchestra
- Bill Evans – pianoforte
- Phil Woods – sassofono alto
- Spencer Sinatra – flauto, flauto alto
- Jim Hall – chitarra
- Richard Davis – contrabbasso
- Ed Shaughnessy – batteria
- Julian Barber – viola
- Allan Goldberg – viola
- Aaron Juvelier – violoncello
- Joseph Tekula – violoncello

Note aggiuntive
- Creed Taylor – produttore
- Registrazioni effettuate il 18 dicembre 1962 e il 24 gennaio 1963 al Webster Hall di New York City, New York (Stati Uniti)
- Charles Stewart – foto copertina album originale
- Gene Lees – note retrocopertina album originale [2]